# Tilo Frey
Pour les articles homonymes, voir Frey.
Tilo Frey, née le 2 mai 1923 à Maroua, Cameroun, et morte le 27 juin 2008 à Neuchâtel, est une femme politique suisse, membre du Parti radical-démocratique.
Elle est conseillère nationale pendant la 39e législature de l'Assemblée fédérale suisse (de fin 1971 à fin 1975).

## Biographie

### Origines et famille
Tilo Frey naît le 2 mai 1923 à Maroua, au nord du Cameroun. Son père, Paul Frey, est un ingénieur de l'École polytechnique fédérale de Zurich ; sa mère, Fatimatou Bibabadama, est une Camerounaise d'ethnie peule. Elle est adoptée par Katscha Frey née Schindler.
Elle reste célibataire toute sa vie.

### Études et parcours professionnel
Après avoir suivi ses études à l'école normale de Neuchâtel, elle devient professeur de bureautique à l'école supérieure de commerce en 1943 où elle assure, dès les années 1960, la fonction de maître principale de l'établissement. Dès 1972, elle est directrice de l'école professionnelle de jeunes filles. En 1974, cette école est intégrée au centre professionnel du littoral neuchâtelois, où elle poursuit sa carrière d'enseignante dans la formation des apprentis du secteur commercial.

## Parcours politique
Sur le plan politique, elle est membre du Parti radical-démocratique, et élue successivement au législatif de la ville de Neuchâtel en 1964, puis au Grand Conseil du canton de Neuchâtel en 1969. Lors de la votation fédérale du 7 février 1971, la population suisse se prononce en faveur du droit de vote et d'éligibilité pour les femmes suisses. Dans le prolongement de cette modification constitutionnelle, Tilo Frey est en octobre 1971 la première Neuchâteloise à être élue au Conseil national ; elle y reste durant une législature, jusqu'en 1975,. Elle n'est réélue en  1975.
Conservatrice, elle défend tout de même l’égalité salariale et des droits de succession plus favorables aux femmes.

## Hommages
En 2018, la ville de Neuchâtel décide de rebaptiser « espace Tilo Frey » une place portant depuis 1984 le nom d'« espace Louis Agassiz », ce scientifique ayant défendu des thèses racistes,.

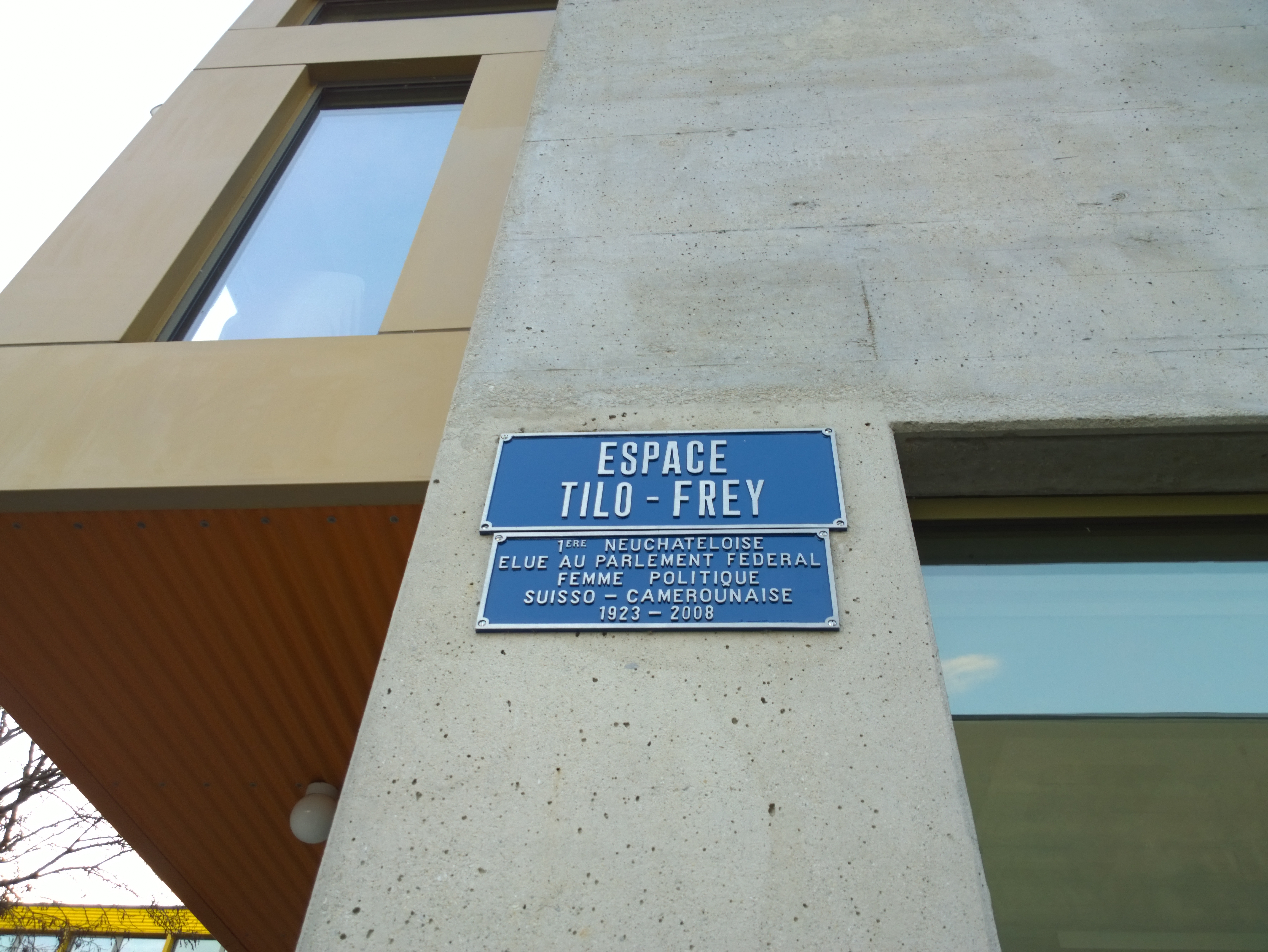
La plaque de l'Espace Tilo Frey.

Le 6 juin 2019, « l'espace Tilo Frey » est officiellement inauguré à la Faculté de lettres et sciences humaines de l'université de Neuchâtel. Cet espace devient ainsi l'adresse postale de la dite faculté. Tilo Frey devient ainsi la cinquième femme à se voir attribuer un nom de rue ou de place dans la ville de Neuchâtel et la première d’origine africaine,,,.
En septembre 2023, le tympan du Palais du Parlement à Berne est décoré d'une mosaïque nommée « Tilo », en hommage à Tilo Frey,.